# Vuggestue
En vuggestue er en daginstitution, hvor børn i alderen 0 – 3 år (indtil børnehavealderen) bliver passet og lever et hverdagsliv sammen med andre børn og vuggestuens personale, mens forældrene er f.eks. på arbejde, uddannelsessted eller i aktivering af en art.
| Familie | Spire Denne artikel om familie og parforhold er en spire som bør udbygges. Du er velkommen til at hjælpe Wikipedia ved at udvide den. |